# Paulo Evaristo Arns
Paulo Evaristo Arns, OFM (Forquilhinha, 14 de setembre de 1921 - 14 de desembre de 2016) fou un cardenal de l'Església catòlica brasiler, arquebisbe emèrit de São Paulo i cardenal protoprevere de l'Església catòlica.

## Biografia

### Primers anys i educació
Paulo Arns és el cinquè de tretze fills dels immigrants alemanys Gabriel i Helana Arns. Tres de les seves germanes més tard es farien monges i un dels seus germans també es faria franciscà. Una de les seves germanes, Zilda Arns, una pediatre que va fundar la Comissió dels nens dels Bisbes de Brasil, va morir en el terratrèmol d'Haití del 2010.
El 10 de desembre de 1943, Arns va ingressar als franciscans; sent ordenat sacerdot el 30 de novembre a 1945.
Entre 1941 i 1943 Anrs va estudiar filosofia a Curitiba i després teologia (1944-1947) a Petrópolis. Després va assistir a la Sorbona de París estudià literatura, llatí, grec, siríac i història antiga, es va graduar amb un doctorat en llengües clàssiques en 1946. Arns més tard va tornar a la Sorbona per estudiar per a un Doctorat en literatura, obtenint el doctorat en 1950 per a un treball escrit sobre Sant Jeroni.
Abans de la seva consagració episcopal Arns porta a terme diverses funcions educatives en una sèrie d'institucions per tot Brasil. Va passar una quantitat significativa de temps servint com a professor al seminari d'Agudos a São Paulo, donant una conferència a la Facultat de Filosofia, Ciències i Lletres de Bauru D'altra banda, tenia responsabilitats en un nombre d'altres centres d'ensenyament superior (normalment alafacultat) i, finalment, convertir-se en un professor de la Universitat Catòlica de Petrópolis, sent aquest l'últim càrrec acadèmica que va ocupar abans de convertir-se en bisbe.
Arns també havia estat triat per a ser vice-provincial de la província de la Immaculada Concepció dels Frares Menors. Va ser director de la revista mensual per als religiosos "Sponsa Christi".

### Bisbe
Arns va ser consagrat bisbe titular de Respecta el 3 de juliol 1966 i nomenat arquebisbe de Sao Paulo el 22 d'octubre de 1970. Com a arquebisbe va vendre el palau episcopal, una mansió amb el seu propi parc. Dues coses li van horroritzar: les factures d'electricitat massius i el personal de 25 germans i germanes de tot per tenir cura d'un sol home. Va usar els diners de la venda per construir una estació social a les faveles.

### Cardenal
Al consistori celebrat el 5 de març de 1973, el Papa Pau VI el va crear cardenal prevere de Sant'Antonio da Padova in via Tuscolana.
Arns va elaborar un pla per a la divisió de l'arxidiòcesi de Sao Paulo. En la seva opinió, la manera en què s'havia executat el seu pla havia assegurat el seu fracàs, remarcant que «tot el que vaig demanar va ser deixat de costat i va prevaler la línia dels tradicionalistes. Era el nostre desig que s'adoptés una forma diferent de fer front a les activitats pastorals a les regions metropolitanes, però la cúria romana, el tractament d'aquesta igual que qualsevol altre assumpte, van prestar atenció al fet que... a causa de la forma en què es va fer, l'església de Sant Pau està gastant 10 vegades més per tal de produir resultats que són 10 vegades més petits.»
Va participar com a cardenal elector en els dos conclaves de 1978, a l'agost i a l'octubre, que van triar als papes Joan Pau I i Joan Pau II.

### Retir
El cardenal Arns es va retirar a gairebé 77 anys el 15 d'abril de 1998, convertint-se en l'arquebisbe emèrit, després que hagués sol·licitat i rebut el dret de retirar-se al Papa Joan Pau II en el seu 75 aniversari el 1996. Havent ja passat l'edat de 80 anys, no va participar en el conclave de 2005 que va triar Benet XVI. No va viatjar a Roma per a participar com a no-elector en el conclave que va triar a Francesc. El 19 de març de 2013 en la presa de possessió papal de Francesc, Arns, com a protoprevere o cardenal prevere més antic, tenia el privilegi de pronunciar l'oració formal per al nou papa, però el cardenal Godfried Danneels ho va fer en el seu lloc.
Després del seu retir Arns ha ocupat la Càtedra UNESCO d'Educació per la Pau, els Drets Humans, Democràcia i Tolerància a la Universitat de l'Estat de Sant Pau, tornant a la funció educativa que va deixar enrere en assumir el càrrec episcopal.
Des de la mort del cardenal William Wakefield Baum, el 23 de juliol de 2015, Arns ha estat l'últim cardenal supervivent creat per Pau VI. El Papa emèrit Benet XVI també va ser creat cardenal per Pau VI i segueix viu, tot i que ja no és cardenal. Va participar com a cardenal elector en els dos conclaves de 1978 que van triar als papes Joan Pau I i Joan Pau II.

## Opinions

### Política de l'església
Arns va ser un dels membres més liberals de la jerarquia de l'església i les opinions expressades amb freqüència estaven en desacord amb la posició oficial de l'Església. El 2002, es va convertir en un dels membres de més alt rang de l'Església per expressar el desacord públic amb la posició de l'església del celibat clerical, al·legant que era una regla innecessària i sense base bíblica. Va criticar el Papa Joan Pau II per prohibir el debat sobre el tema.
Cap al final del seu temps com a arquebisbe de Sao Paulo Arns criticat la jerarquia i la governabilitat del Vaticà, en particular l'estil de lideratge del Papa Joan Pau II. Arns va expressar la seva consternació pel comportament del Vaticà en l'intent de controlar les activitats de sacerdots i eliminar els que no actuen de la manera adequada. Més tard Arns va declarar que sentia que la cúria romana tenia massa influència i no s'hauria d'haver donat una "carta blanca" al Papa. Arns criticà la Cúria per no promoure la diversitat d'opinions dins de l'Església, i per no tenir una actitud ecumènica.Arns, juntament amb l'arquebisbe John R. Quinn de San Francisco, va criticar la burocràcia de l'església, declarant que la seva impressió va ser que «la cúria està governant l'Església» i que «estava molt en desacord» amb la idea que «la cúria és el Papa».
Va defensar el teòleg de l'alliberament i l'ex capellà catòlic Leonardo Boff, escrivint cartes de la cúria romana que creia que eren evidència que Boff va ser tractat injustament. Arns sempre havia encoratjat una opció preferencial pels oprimits i els pobres, fomentant els ordes religiosos a Sao Paulo a que transferissin la seva energia a les escoles de classe mitjana i hospitals a les zones centrals de la ciutat per als milions de persones marginades que viuen a la perifèria. Pel que fa al requisit que els catòlics practiquen l'abstinència en certs dies, és a dir, abstenir-se de menjar carn, Arns li va dir al pobre que en un dia «com si es pot trobar un menjar que menjar, la qual cosa és rar, que han de menjar, i fer que bé que amb motiu del dia, perquè no menjar carn no és el punt». Va defensar la seva posició dient que «El dret canònic em dona ple poder per donar la gent de l'abstinència, no hi ha cap problema.» 

### Dictadura brasilera
Arns es va guanyar ràpidament el respecte dins del Brasil a causa de la seva falta de voluntat per a romandre en silenci sobre el seu menyspreu per la dictadura. Es va convertir en un dels clergues més populars de Brasil a causa de la seva incansable campanya pels drets humans.
El mateix Arns ha de ser reconegut com una causa important de la retirada militar i el retorn del govern civil al Brasil. Durant la dictadura va visitar els presos polítics que parlaven en contra dels abusos dels militars. Abans del canvi de govern el 1985, Arns tenia, amb l'ajuda del ministre Jaime Wright, presbiterià, qui fotocopià els registres del govern militar sobre la tortura, i després tragué de contraban les còpies per a què els publiqués, el llibre "Brasil Mai Més", que es basava en aquestes proves i es va convertir en un èxit de vendes i va començar el moviment generalitzat de canvi al Brasil.
Arns va encapçalar moltes campanyes directes contra la dictadura al Brasil. Poc després d'assumir el càrrec va saber que un jove sacerdot havia estat arrestat i detingut després que la seva casa hagués estat escorcollada per la policia secreta, el capellà que havia estat arrestat per tenir possessió de documentació que encoratjava la rebel·lió, Arns va escriure al governador de Sao Paulo, i a continuació, quan se li va negar entrada a la presó en la qual el detingut, Arns utilitzà el servei de ràdio de l'arxidiòcesi i el diari per denunciar els fets, també posant una descripció de la detenció i la tortura clavada a la porta de cada església. Un reporter del National Catholic Reporter va descriure l'ocurrència com el començament "d'una guerra oberta entre l'arxidiòcesi i els militars."
Després de la detenció i tortura de Ribeirão Preto i de la monja Sor Maurina, Arns va conduir diverses campanyes contra l'ús de la tortura durant la dictadura militar, i va perseguir el tema fins al punt d'obligar a la conferència de bisbes del Brasil perquè fos una prioritat. En parlar sobre l'assumpte amb freqüència, el New York Times va descriure l'anàlisi Arns dels assumptes «com l'afirmació més forta, més valenta mai no realitzada per un prelat brasiler contra la tortura de presoners». Arns havia gestionat el projecte Tortura Nunca Mais (Tortura Mai Més) a finals de la dècada de 1970.

### Altres figures polítiques
El 1989 es va lloar el President cubà Fidel Castro. Escrivint en el 30è aniversari de la revolució cubana, Arns va dirigir la seva carta al "molt estimat Fidel", informant a Castro que el té "present en les meves oracions diàries" i que ell [Arns] "demana al Pare que sempre li concedeixi la gràcia de guiar les destinacions del seu país". Arns també va articular el seu desig que els Castro sempre governessin sobre Cuba. Ocasionant una reacció ferotge, Arns va ser objecte de crítiques per part de les publicacions conservadores dels mitjans de comunicació del Brasil, i nombrosos bisbes, incloent Eugênio de Araújo Sales de Rio de Janeiro, l'ordinari més prominent conservador de l'església brasilera. No obstant això, Arns era al seu torn defensat pels seus admiradors, sobretot ex sacerdot Leonardo Boff.
Arns també va criticar el president dels Estats Units George W. Bush pel seu enfocament de la cooperació internacional en les conseqüències dels atacs de l'11 de setembre, assenyalant que «el President no va anar a les Nacions Unides a cercar l'opinió de tots. Ell va anar només als governs més importants del món. Em va semblar que mostrava una falta de sensibilitat mundial.» Va condemnar la guerra a l'Afganistan, així com «una guerra contra una nació quan un home o dos o tres o 10 són responsables »

## Premis
- Premi dels Drets Humans Letelier-Moffitt (1982)
- Premi Nansen pels refugiats (1985)
- Premi Niwano de la Pau Prize (1995)

## Obra selecta
- A quemiremos, Senhor?
- A humanidadecaminhapara a fraternidade
- Paul VI: voce é contra ou a favor?
- Cartas de Santo Inácio: Introdução, Tradução e Notas
- Cartas de São Clemente Romano: Introdução, Tradução e Notas
- A Guerra acabará se vocêquiser
- Comunidade: união e ação
- Da Esperança a Utopia (Autobiografia)